# Bourguignons
Die Bourguignons waren im Hundertjährigen Krieg die Anhänger des Herzogs von Burgund; ihre Gegner waren die Armagnacs, die Anhänger des Dauphins.

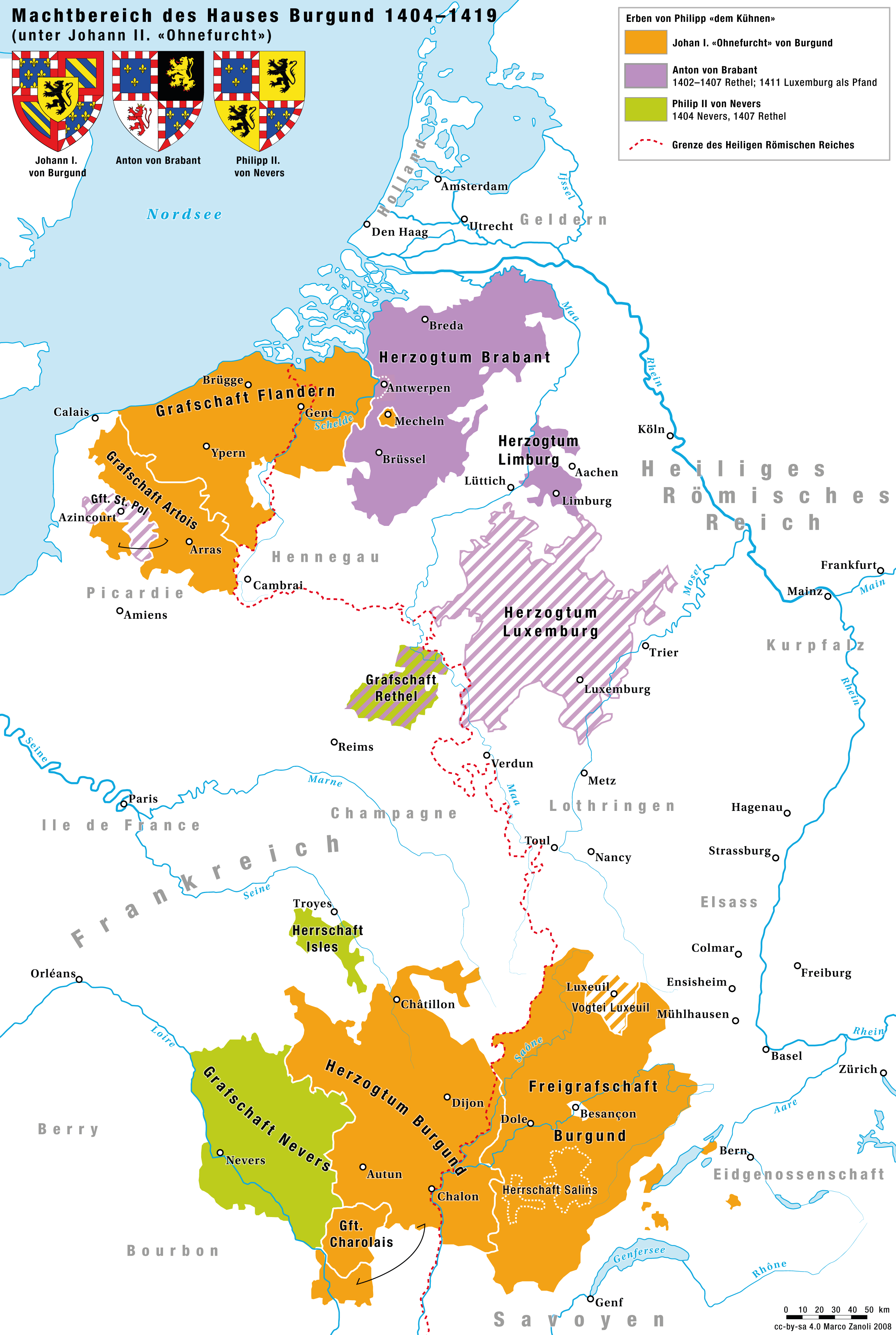
Die drei Zweige des Hauses Burgund nach dem Tod Philipp des Kühnen 1404: Burgund, Brabant und Nevers

 Durch die Heirat Herzog Philipps des Kühnen von Burgund mit Margarete von Flandern wurde ihr gemeinsamer Sohn Johann Ohnefurcht Erbe nicht nur des Herzogtums Burgund, sondern auch Flanderns, des Artois, Brabants und Limburgs sowie der Franche-Comté – Freigrafschaft Burgund. Das Haus Burgund beherrschte damit große Teile des Nordostens Frankreichs.